# Ignace Jacques III d'Antioche
Ignace Jacques III (arabe : إغناطيوس  يعقوب الثالث البرطلي ; syriaque : ܩܕܝܫܘܬܗ ܕܡܪܢ ܦܛܪܝܪܟܐ ܡܪܝ ܐܝܓܢܐܛܝܘܣ ܝܥܩܘܒ ܬܠܝܬܝܐ), de son nom de naissance Thomas Gabriel Marie (arabe : توما جبرائيل ماري), né en 1912 à Bartella en Irak alors dans l'Empire ottoman et mort en 1980 à Damas en Syrie, est un religieux et ecclésiastique syriaque. Il est le 120e patriarche syriaque orthodoxe d'Antioche et de tout l'Orient du 27 octobre 1957 au 25 juin 1980.

## Biographie
Thomas Gabriel Marie est né en Irak où il étudie l’histoire, les langues anciennes ainsi que la littérature arabe. Professeur d’exégèse et de dogmatisme, il enseigne pendant plusieurs années la philosophie et la musicologie syriaques dans les universités chrétiennes d'Irak. Il est également compositeur et spécialiste d'hymnographie syriaque.
En 1933, il est ordonné prêtre puis évêque en 1950. Enfin, en octobre 1957, il est élu et intronisé primat et patriarche syriaque orthodoxe du siège d'Antioche.
Pendant son patriarcat, il écrit de nombreux ouvrages de morale, de patristique et d’ecclésiologie. Son règne est marqué par une rénovation profonde de l'administration de l'Église et une expansion sans précédent notamment dans les pays de la diaspora. En 1959, il transfère le siège de son trône patriarcal de Homs vers Damas.
Se prononçant pour l'unité des syriaques, il réussit en 1964 à établir l'unité entre l'Église syriaque orthodoxe et l'Église syro-malankare orthodoxe. Il entame par ailleurs un travail de dialogue pour resserrer les liens entre les Églises orthodoxes. Pour cette raison, il invite à plusieurs reprises le patriarche de l'Église copte orthodoxe et les chefs des Églises orientaux, afin d'envoyer au monde un message d'unité.

## Distinctions
- Membre l'Académie arabe de Damas ;
- Membre de l'Académie des sciences de Bagdad ;
- Docteur honoris causa de Lewis & Clark College (en) ;
- Docteur honoris causa de l'Université Drew (en).

## Décorations
- Grand cordon de l'Ordre irakien des Deux Rivières ;
- Grand cordon de l'Ordre du Mérite civil (Syrie) ;
- Grand cordon de l’Ordre du Cèdre du Liban ;
- Première classe de l'Ordre libanais du Mérite ;
- Grand-croix de l'Ordre de la Reine de Saba (Éthiopie) ;
- Grand-croix de l'Ordre national de la Croix du Sud (Brésil).

## Publications
Il est l'auteur de plusieurs ouvrages en arabes dont :
- (ar) تاريخ الكنيسة السريانية  الأنطاكية (Histoire de l'Église syriaque d'Antioche)
- (ar) بطاركة الشرق (Les Patriarches de l'Orient)
- (ar) أعجوبة الزمان أو مار أفرام نبي السريان (Éphrem, le prophète syriaque)
- (ar) نفح العبير أو سيرة البطريرك مار سويريوس الكبير (Biographie du patriarche Sévère le Grand)
- (ar) دفقات الطيب في تاريخ دير القديس مار متى العجيب (Histoire du monastère Mor Mattay)
- (ar) هبة الإيمان أو الملفان مار يعقوب السروجي الملفان (Jacques de Saroug, le docteur de la foi)
- (ar) المجاهد الرسولي الأكبر مار يعقوب البرادعي (Jacques Baradée, le combattant suprême)
- (ar) الشهداء الحميريون العرب في الوثائق السريانية (Les martyres hymiarites dans les documents syriaques)
- (ar) نسب السيد المسيح و أقرباؤه بالجسد (Jésus et sa famille)
- (ar) نزهة الرائد في الكتاب الخالد (Études évangéliques)
- (ar) المشعل الوضاء في طريق السماء (Voie vers Dieu)
- (ar) كتاب الأعياد الحافلة : المعدعدان (Les fêtes syriaques)
- (ar) صدى المنابر (Sermons I)
- (ar) النور على المنارة (Sermons II)
- (ar) لسان الواعظ (Sermons III)
- (ar) خطب المهرجانات الجزء الأول (Sermons IV)
- (ar) خطب المهرجانات الجزء الثاني (Sermons V)